# آرام تالالیان
آرام گرونتی تالالیان (ارمنی: Արամ Գերոնտիի Թալալյան؛ زادهٔ ۴ آوریل ۱۹۷۱) موسیقی‌دان و نوازنده اهل ارمنستان است. .

## زندگی‌نامه
در ۴ آوریل ۱۹۷۱ در ایروان به دنیا آمد و از دانشگاه ییل فارغ‌التحصیل شد. وی همچنین برندهٔ جوایزی همچون هنرمند افتخاری جمهوری ارمنستان، مدال قدردانی و مدال طلای وزارت فرهنگ جمهوری ارمنستان شده‌است.